# SL Benfica B
Sport Lisboa e Benfica B – drugi zespół portugalskiego klubu piłkarskiego SL Benfica grający w drugiej lidze portugalskiej, mający siedzibę w mieście Lizbona.

## Stadion
Domowe mecze klub rozgrywa na stadionie o nazwie Campo Engenheiro Carlos Salema w Lizbonie, który może pomieścić 4000 widzów.